# Robert Mifka
Robert Mifka (Praag, 28 april 1941 - 2 november 2018) was een Tsjechisch basketter.

## Levensloop
Mifka begon zijn basketbalcarrière bij BK Lokomotiva Plzeň. Vervolgens was hij onder meer actief bij Slavia VŠ Praha, Dukla Olomouc, Spartak ZJŠ Brno, nogmaals Slavia VŠ Praha en Bohemians ČKD Praha. In totaal werd hij zesmaal landskampioen, tweemaal met Spartak Brno (1967 en 1968) en viermaal met Slavia Praag (1969, 1970, 1971 en 1972). Daarnaast won hij met Spartak eenmaal brons in de European Cup Winners' Cup (1967) en eenmaal zilver in de European Champions Cup (1968) en met Slavia eenmaal goud in de European Champions Cup (1969) en tweemaal brons in de European Champions Cup (1970 en 1971).
Daarnaast maakte Mafka deel uit van het Tsjechoslowaaks basketbalteam. Met de nationale equipe nam hij deel aan het wereldkampioenschap van 1970 en de Europese kampioenschappen van 1963, 1965, 1967, 1969 en 1971. In 1967 behaalde hij zilver en in 1969 brons op het EK.
Zijn voormalige partner Anna Bémová en hun dochter Darina Mifková zijn/waren actief in het volleybal. Zijn andere dochter (Hana; uit een andere relatie) is de voormalige partner van Wout Wijsmans.